# Dojnowci
Dojnowci (bułg. Дойновци) – wieś w Bułgarii, w obwodzie Wielkie Tyrnowo, w gminie Wielkie Tyrnowo. Wieś wymarła.